# Кленовичі
Кленовичі (біл. вёска Кляновічы) — село в складі Крупського району Мінської області, Білорусь. Село підпорядковане Бобрській сільській раді, розташоване в східній частині області.